# FIFA Street 3
FIFA Street 3 — видеоигра, разработанная для PlayStation 3, Xbox 360 и Nintendo DS. Это третья игра в серии FIFA Street. Игра была специально разработана для консолей седьмого поколения и была выпущена в 2008 году по всему миру.
В игре используется тот же движок, что и в NBA Street Homecourt. В остальном же, механика FIFA Street 3 радикальным образом не изменится — та же FIFA 08, только более приукрашенная и снабженная совсем необязательными навыками. На обложке игры изображены бразильский футболист Роналдиньо, английский футболист Питер Крауч и итальянский футболист Дженнаро Гаттузо.
Демоверсия игры была выпущена 20 января 2008 года на Xbox Live и на PlayStation Store.

## Особенности
- В игру включены более 250 игроков планеты из 18 ведущих команд, а также дополнительные бонусы в течение всей игры.
- Специализации игроков: игроки разных специализаций — Trickster, Enforcer, Playmaker и Finisher — обладают своим стилем игры и набором движений.
- Game Breaker: заполняется специальный индикатор, чтобы активировать скрытый потенциал игроков.
- Улучшенный ИИ: в FIFA Street 3 улучшено взаимодействие игроков на поле.
- Новый режим Street Challenge: необходимо принимать участие в различных турнирах, чтобы получить доступ к новым командам и игрокам, которыми можно играть в индивидуальном режиме и через Интернет.
- Новый режим Head To Head: игра с товарищем.
- Интернет-режим Playground Picks: создание команды из лучших игроков.
- Интернет-режим World Challenge: выступление за сборную страны в интернете. Результат каждой игры учитывается, так как соперники стремятся победить в турнире World Challenge, в котором принимают участие до 18 команд.

## Отзывы
| Сводный рейтинг | Сводный рейтинг | Сводный рейтинг |
| Издание         | Оценка          | Оценка          |
| Издание         | PS3             | Xbox 360        |
| --------------- | --------------- | --------------- |
| GameRankings    | 63,96 %         | 65,17 %         |